# Provincia di Camarines Sur
Camarines Sur è una provincia delle Filippine nella regione del Bicol.
Il capoluogo provinciale è Pili.

## Geografia antropica

### Suddivisioni amministrative
La provincia di Camarines Sur è divisa in 2 città e 35 municipalità.

#### Città
- Iriga
- Naga

#### Municipalità
- Baao
- Balatan
- Bato
- Bombon
- Buhi
- Bula
- Cabusao
- Calabanga
- Camaligan
- Canaman
- Caramoan
- Del Gallego
- Gainza
- Garchitorena
- Goa
- Lagonoy
- Libmanan
- Lupi
- Magarao
- Milaor
- Minalabac
- Nabua
- Ocampo
- Pamplona
- Pasacao
- Pili
- Presentacion
- Ragay
- Sagñay
- San Fernando
- San Jose
- Sipocot
- Siruma
- Tigaon
- Tinambac